# Hydropsyche jaechi
Hydropsyche jaechi là một loài Trichoptera trong họ Hydropsychidae. Chúng phân bố ở miền Cổ bắc.